# 新抄格勅符抄
『新抄格勅符抄』（しんしょうきゃくちょくふしょう）は、平安時代に書かれた法制書。全1巻。
神社・寺院の封戸について列記した大同元年（806年）の太政官牒をはじめとする奈良時代以後の皇親・諸臣・神社・寺院の封戸に関する規定、長保元年令及びその改訂を載せた太政官符などを収める。奈良・平安期の封戸・神封、新制に関する法制史料が収められている。
元は水戸徳川家が『大日本史』編纂のために醍醐寺報恩院から写したとされるものが現存本の祖本で書名もその内題に由来するが、残欠本と考えられており、醍醐寺本も現在は失われている。藤原通憲（信西）の蔵書目録である『通憲入道蔵書目録』に所収されている『格勅符抄』と同一とする説もあるが、三代格が含まれていないことを理由にこれには否定的な説もある。